# Andrea Meza
Pour les articles homonymes, voir Meza.
Andrea Meza, de son vrai nom Alma Andrea Meza Carmona, est un mannequin mexicain et une reine de beauté couronnée Miss Univers 2020. Depuis qu'elle a remporté le titre, elle est devenue la troisième Mexicaine à être couronnée Miss Univers. Elle avait auparavant été couronnée Mexicana Universal 2020 et Miss Mexique 2017, et s'était classée première dauphine de Miss Monde 2017.

## Biographie
Andrea Meza est née le 13 août 1994 à Chihuahua de ses parents Alma Carmona et Santiago Meza. Aînée de trois filles, elle a grandi à Chihuahua et est d'origine sino-mexicaine. Après avoir terminé ses études secondaires, Andrea s'est inscrite à l'Université autonome de Chihuahua, où elle a étudié le génie logiciel. Elle a obtenu son diplôme en 2017, et a ensuite commencé à travailler au Mexique en tant qu'ingénieur logiciel, en plus de sa carrière de mannequin,.

## Concours

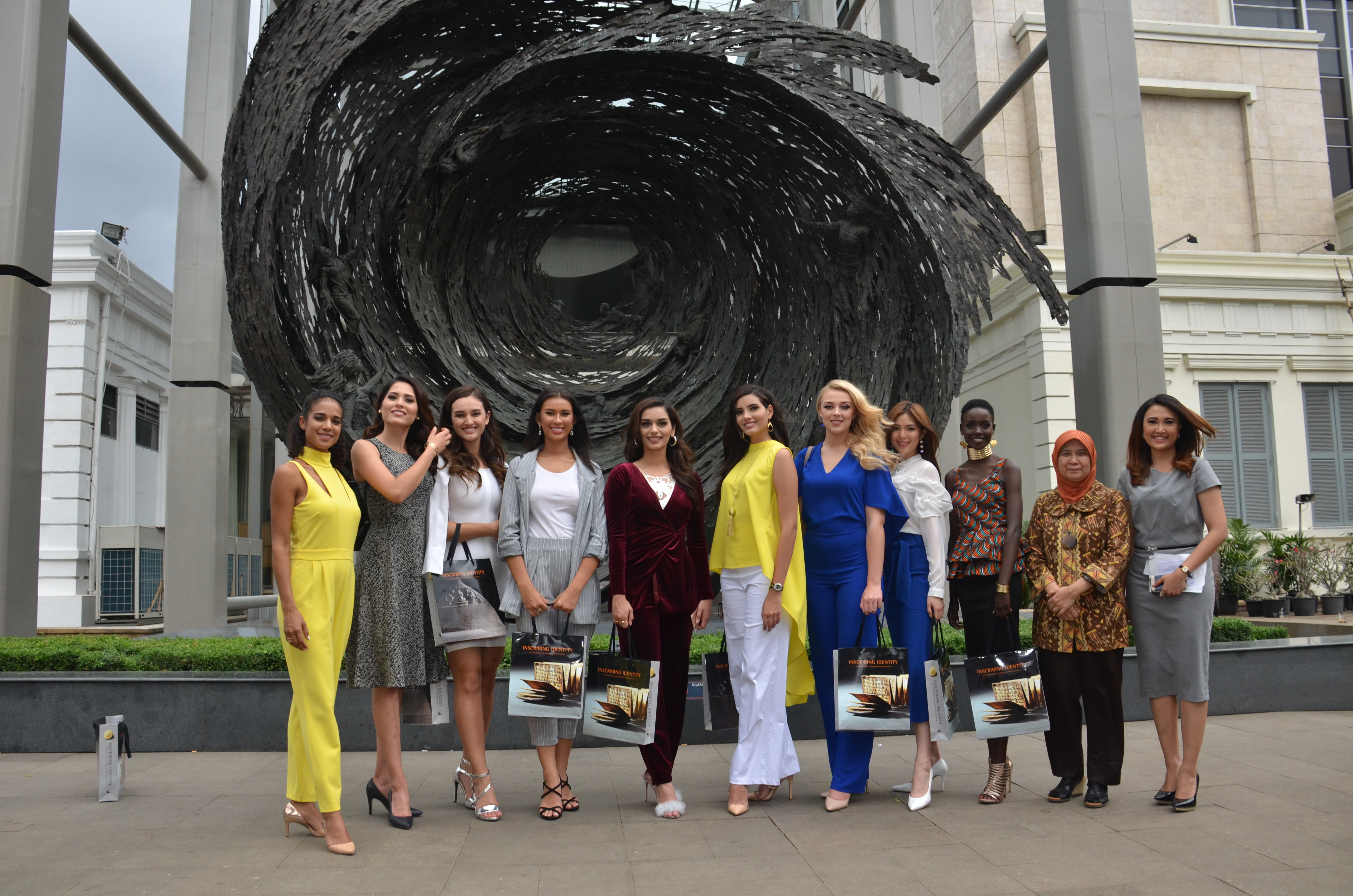
Miss World and Continental Queens 2017

### Miss Mexique 2017
Andrea Meza commence sa carrière dans les concours de beauté en 2016, après avoir été sélectionnée pour représenter le Chihuahua à Miss Monde Mexique 2016. Il s'agissait de la première édition du concours après que la compétition Nuestra Belleza México a perdu sa licence pour Miss Monde. Lors du concours, Andrea s'est hissée parmi les seize premières, puis parmi les dix premières, et enfin parmi les cinq premières. Ana Girault, qui représentait Mexico, a été couronnée Miss Mexique 2016 et a eu la possibilité de représenter le Mexique à Miss Monde 2016, tandis qu'Andrea a eu la possibilité de représenter le Mexique à Miss Monde 2017.

### Miss Monde 2017
Miss Monde 2017 s'est ensuite tenue le 18 novembre 2017 à la Sanya City Arena de Sanya, en Chine. Lors des activités de pré-concours, Andrea a remporté le Head to Head Challenge du groupe seize, ce qui lui a permis d'entrer directement dans le top quarante. En outre, elle s'est classée quatrième dauphine du concours de talents,. Lors des finales du concours, Andrea est passée des quarante premières aux quinze premières, aux dix premières et aux cinq premières. Après avoir atteint le top 5, Andrea s'est classée première dauphine derrière la gagnante, l'Indienne Manushi Chhillar. En plus de sa première place, Andrea a été couronnée Miss Monde Amérique, ce qui la place parmi les reines de beauté continentales de Miss Monde 2017,.

### Mexicana Universal 2020
En 2020, Andrea a été couronnée Mexicana Universal Chihuahua 2020, ce qui lui a permis de représenter le Chihuahua à Mexicana Universal 2020. Lors des activités de pré-concours, Andrea a remporté six défis, dont le défi sportif. La finale a eu lieu le 29 novembre 2020 dans la ville de Querétaro. Andrea s'est classée parmi les quinze premières et les dix premières, et a finalement été couronnée Mexicana Universal 2020, qui lui permet de concourir au titre de Miss Univers 2020,,.

### Miss Univers 2020
En tant que Mexicana Universal, Andrea a représenté le Mexique à Miss Univers 2020. La finale du concours a eu lieu le 16 mai 2021 au Seminole Hard Rock Hotel & Casino Hollywood à Hollywood, en Floride, après avoir été reportée de l'automne 2020 à mai 2021 en raison de la pandémie de Covid-19.
Elle remporte finalement la couronne et succède à la Sud-Africaine Miss Univers 2019, Zozibini Tunzi. À la suite de sa victoire, elle devient la troisième Mexicaine à remporte le titre de Miss Univers après Lupita Jones et Ximena Navarrete.